# Louis Vuitton (merk)

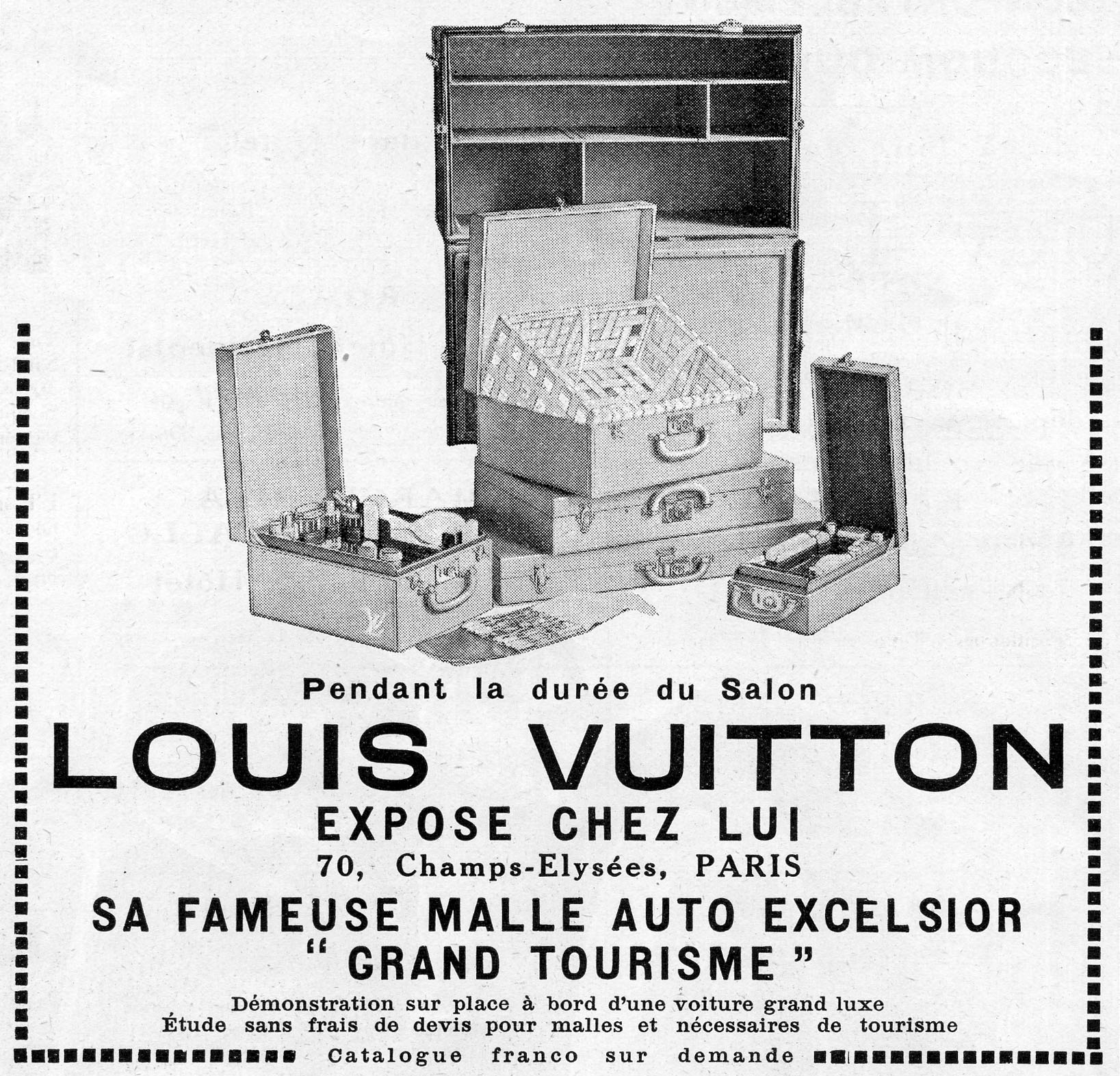
publicatie uit 1923

Louis Vuitton Malletier, meestal afgekort tot Louis Vuitton, is een Frans merk dat koffers, tassen, accessoires en kleding vervaardigt.
Het is opgericht in 1854 toen de ambachtsman Louis Vuitton zich in Parijs ging specialiseren in het maken van koffers, handtassen en accessoires. In 1896 introduceerde zijn zoon Georges Vuitton het thans nog steeds legendarische monogram: de letters L en V zijn oorspronkelijk ineengestrengeld tegen een donkerbruine achtergrond.

De vijfde generatie van de Vuitton-familie, Patrick Louis Vuitton, stond aan het hoofd van het huis totdat hij werd opgevolgd door Michael Burke.
De Louis Vuitton Speedy tas uit 1932 is een klassieker geworden. Hij bestaat in 4 verschillende groottes, van 25 tot en met 40 centimeter, en wordt geproduceerd in verschillende stijlen: Canvas, Azur, Damier, Epi, Multicolore en Idylle. Tevens verschenen er limited uitgaven van de Speedy.
In 1987 fuseerde de bagagefabrikant met de champagneproducent Moët & Chandon, die in 1975 al de cognacproducent Hennessy had overgenomen, en werd de holdinggroep Louis Vuitton Moët Hennessy gevormd.
Het hoofdkwartier van Louis Vuitton is gevestigd in het voormalige Parijse warenhuis LaBelle Jardinière, bij de Pont Neuf.

## Mode
Ontwerper Marc Jacobs was als artistiek directeur zestien jaar lang verbonden aan Vuitton, waar hij verantwoordelijk was voor de kledinglijn en accessoires.

In 1997 lanceerde het merk zijn eerste confectie-collectie voor vrouwen. Deze was ontworpen door Marc Jacobs. In januari 2000 lanceerde het merk een mannenkledinglijn, eveneens onder leiding van Jacobs.
Marc Jacobs heeft enkele andere ontwerpers en artiesten gevraagd om iets nieuws en speciaals te ontwerpen voor Louis Vuitton. Zo heeft hij bijvoorbeeld samengewerkt met:
- Julie Verhoeven, die een patchwork maakte op het monogram
- Stephen Sprouse, die een graffiti-tekening maakte op het monogram en een speciale tijgerachtige print maakte voor Louis Vuitton
- Takashi Murakami, die variaties op het monogram bedacht
- Pharrell Williams & Camille Miceli, ontwierpen een juwelenlijn onder de naam Blason.

In 2018 was Virgil Abloh de eerste zwarte creatief directeur van het modemerk. Hij introduceerde thema's als het gebrek aan inclusiviteit en diversiteit in de modewereld, en was een van de eersten die op grote schaal zwarte modellen liet lopen tijdens modeshows. Eind 2021 overleed hij aan kanker. Begin 2023 werd hij opgevolgd door Pharrell Williams, net als Abloh afkomstig uit de muziekindustrie. Williams, die ook een eigen streetwear-label runt (Billionaire Boys Club) wordt door Louis Vuitton omschreven als "een visionair wiens creatieve universa zich uitstrekken van muziek tot kunst en tot mode, waarmee hij in de afgelopen twintig jaar een cultureel, wereldwijd icoon is geworden".
Het Nederlandse gerecht verdenkt het modehuis Louis Vuitton ervan te weinig te hebben ondernomen om te vermijden dat producten met misdaadgeld werden gekocht. Tegelijk meent het Openbaar Ministerie dat medewerkers in de Louis Vuitton-winkel klanten bewust hebben geholpen om geld wit te wassen.